# Lattelecom
Tet (раніше Lattelecom) — телекомунікаційна компанія, інтернет-провайдер і оператор кабельного телебачення в Латвії.
Всі компанії групи Tet надають послуги в області IT, телекомунікацій, а також пропонують послуги з аутсорсингу бізнес-процесів. Група Tet складається з трьох компаній: ТОВ Tet, ТОВ Lattelecom, ТОВ Citrus Solutions. Група Lattelecom є найбільшим постачальником послуг в Латвії, що пропонує рішення в сфері електронних телекомунікацій для дому, малих і середніх підприємств, державних і муніципальних установ, а також для корпоративних клієнтів.
51 % капіталу Lattelecom належить Латвійській державі, а решта 49 % — скандинавському телекомунікаційного концерну TeliaSonera AB. У свою чергу, самій компанії Lattelecom належить 23 % капіталу латвійського оператора мобільного зв'язку Latvijas Mobilais Telefons.

## Історія Tet
Tet (до 2019 року Lattelecom, до 2006 року — Lattelekom) був створений 9 січня 1992 року як державне телекомунікаційне підприємство. Майже через 2 роки — 22 грудня 1992 року кабінет Міністрів Латвійської республіки визнав англо-фінський консорціум TILTS Communications переможцем конкурсу «По модернізації телекомунікаційних мереж Латвії» і дозволив йому стати стратегічним інвестором Lattelecom. Незабаром — 14 січня 1994 року держава уклала договір з TILTS Communications, створивши тим самим ТОВ Lattelekom. В результаті приватизації, 49 % капіталу компанії придбали іноземні інвестори Cable and Wireless і Telecom Finland, пізніше стала частиною скандинавського телекомунікаційного концерну TeliaSonera AB. Пізніше Cable and Wireless свої частки капіталу продала TeliaSonera, в результаті чого на даний момент 51 % підприємства належить державі, а 49 % — TeliaSonera. До 1 січня 2003 року компанія була монополістом у сфері послуг фіксованого телефонного зв'язку і завдяки цьому стала найбільшим оператором фіксованої телефонії.

## Група Tet
В групу Tet входять п'ять компаній: ТОВ Tet, ТОВ Lattelecom, ТОВ Citrus Solutions, і її дочірнє підприємство ТОВ Baltijas Datoru Akadēmija (Балтійська Комп'ютерна академія).
Tet спеціалізується на наданні послуг оптичного інтернету, цифрового телебачення і телефонії. Tet надає послуги аутсорсингу бізнес-процесів (business process outsourcing — BPO), а також — інформативні послуги довідкової служби 1188. Baltijas Datoru Akadēmija є центром навчання та сертифікації, пропонуючи свої послуги для професіоналів і користувачів інформаційних і комунікаційних технологій (ICT). У свою чергу, Citrus Solutions, яка була сформована на базі Відділу обслуговування мереж материнської компанії Lattelecom, пропонує інтегровані рішення по будівництву мережевої інфраструктури та систем безпеки.

## Інтернет Tet
Tet є найбільшим інтернет-провайдером Латвії. Tet пропонує кілька типів з'єднання з інтернетом: широкосмуговий DSL інтернет, оптичний інтернет, а також бездротові рішення — Wi-Fi (інтернет загального користування).

### Оптичний інтернет
У січні 2009-го року Lattelecom почав пропонувати оптичний інтернет зі швидкістю до 100 мегабіт на секунду приватним клієнтам. У вересні 2009 року Lattelecom оголосив про збільшення пропускної здатності своєї оптоволоконної мережі до 500 мегабіт на секунду.
Першим місцем, де був доступний оптичний інтернет Lattelecom, став північно-західний мікрорайон Риги Золітуде, пізніше й інші райони Риги — Кенгарагс, Пурвціємс, Плявнієкі, Зиепниеккалнс та інші. Першим містом поза Риги, де з'явився оптичний інтернет, стала Єлгава, до якої в кінці 2009 року приєдналися Даугавпілс, Саласпілс і ще деякі найбільші міста. Спочатку робота по розширенню оптоволоконної мережі проводилася в молодих мікрорайонах Риги і найбільших містах, так як з раціональної точки зору, віддача від вкладення в розвиток мережі можливе лише за наявності щонайменше 30 користувачів у підключеній будівлі.
Спочатку оптична мережа Lattelecom розширюється в районах з великою концентрацією багатоповерхових багатоквартирних будинків у найбільших містах Латвії. Вважається, що прокладка оптичного інтернету окупається в тому випадку, якщо в підключеному будівлі є, щонайменше, 30 квартир. Тому поки в приватних будинках оптичний інтернет не доступний. Для забезпечення послуги використовується технологія GPON, що дозволяє в кожному місці підключення (квартирі) забезпечити заплановану швидкість.
На початку квітня 2010 року Lattelecom заявив, що будівництво мережі оптичного інтернету вкладено 10 мільйонів латів, оптичний інтернет Lattelecom реально використовують 19 тисяч клієнтів, а він доступний в 150 000 будинках.. На початку 2013 року оптичний інтернет був доступний 450000 домашнім господарствам Латвії, що становить половину від загального числа домашніх господарств країни. Загальна оптична інфраструктура покриває більше 45 міст і районів.

### Балтійська магістраль
У 2012 році в дію була введена велика лінія передачі даних — Балтійська магістраль. Вона забезпечує високоякісну передачу даних по країнах Балтії, Польщі та Німеччини, з відгалуженням в Російську Федерацію. Проект побудови єдиної оптичної інфраструктури був здійснений Lattelecom у співпраці з Deutsche Telekom і компанією Мегафон.
Балтійська магістраль забезпечує швидкість передачі даних n*10 Гбіт/с (початкова пропускна спроможність системи становить 40x10 Гбіт/сек) і стане найкоротшою лінією між Німеччиною і Росією. Інфраструктура Балтійської магістралі стане альтернативою для мереж прокладених раніше Північного (Росія–Швеція–Німеччина) і Південного шляхів (Росія–Україна–Німеччина).

### Wi-Fi
Tet забезпечує можливість підключення до швидкого і стабільного бездротовому громадського інтернету (Wi-Fi). На даний момент на території Латвії перебуває понад 2700 точок доступу Wi-Fi.

## Телебачення Tet
З 2011 року Lattelecom (зараз Тет) є найбільшим постачальником телевізійних послуг в країнах Балтії, і число абонентів трьох видів телебачення, пропонованих компанією, — наземного телебачення, інтерактивного телебачення та інтернет-телебачення досягло 230 000.
З 1 березня 2011 року компанія почала пропонувати послуги інтернет-телебачення для мобільних пристроїв, наприклад, для смартфонів і планшетних комп'ютерів. Таким чином, компанія Lattelecom стала першим телевізійним оператором в країнах Балтії, який надає людям можливість дивитися телевізійні канали на чотирьох типах екранів: не тільки на традиційних телевізорах, але і на комп'ютерах, планшетах та мобільних телефонах.

### Інтерактивне ТБ
Телебачення нового покоління, яке дозволяє клієнтові вибирати, що і коли дивитися. Інтерактивне телебачення Lattelecom — це послуга телебачення високої чіткості з широкими можливостями, наприклад, віртуальним прокатом фільмів (video on demand), перенесенням часу перегляду, запису програм і фільмів, і т. д. Сигнал інтерактивного телебачення передається за допомогою широкосмугового інтернет-з'єднання, яке дає доступ до телебачення, і до інтернету за допомогою одного кабелю (телефонної лінії). Для клієнта це означає відсутність необхідності у проведенні додаткових кабелів або встановлення супутникової тарілки.

### Наземне ТБ
З початку 2009 року після перемоги в конкурсі, започаткованому Міністерством повідомлення Латвійської республіки, Lattelecom у співпраці з Латвійським Державним центром радіо і телебачення реалізує в Латвії перехід з аналогового мовлення на цифрове.
Цифрове наземне телебачення Lattelecom доступно на 99 % території країни і його зможуть дивитися всі жителі, якщо у них є антена і спеціальний декодер. З березня 2009 року по 1 грудня 2011 року в Латвії діяв перехідний період, під час якого мешканцям було доступне як аналогове, так і цифрове телебачення. Планувалось, що всі національні канали — LTV1, LTV7, LNT, TV3 — будуть безкоштовними.

### Інтернет-телебачення
У 2010 році тестовий режим інтернет-телебачення став доступний для широкої аудиторії. В даний час інтернет-телебачення є тільки в Латвії.
На мобільних пристроях інтернет-телебачення було доступно з березня 2012 року. Це була перша в Латвії телевізійна послуга, яка не тільки давала можливість дивитися телевізійні канали в зручному для клієнта місці і в зручний для нього час, але і робити це за допомогою різних пристроїв: ПК, планшетних комп'ютерів і смартфонів.

## Приватизація
Lattelecom — колишня державна телекомунікаційна компанія. У 1994 році 49 % акцій компанії було продано двом іноземним інвесторам — Cable and Wireless і Telecom Finland, що стала частиною TeliaSonera. Cable and Wireless пізніше продала свою частку акцій TeliaSonera, якій тепер належить 49 % акцій компанії. Решта 51 % акцій компанії належить латвійському уряду.

## Монополія
До недавнього часу у Lattelecom були монопольні права на фіксований голосовий зв'язок в Латвії, їх дія закінчилася 1 січня 2003 року. Тепер ринок фіксованої телекомунікації відкритий для конкуренції, але Tet все ще належить значна частка цього ринку. Компанія є одним з найбільших інтернет-провайдерів у Латвії, а також одним із власників Latvijas Mobilais Telefons, найбільшого оператора мобільного зв'язку.

## Прибуток і фінансові результати
Оборот Lattelecom в 2011 році склав LVL 135.8 млн, що на LVL 3.8 млн менше, ніж у попередньому році. Послуги з надання телебачення та інтернету принесли найбільше збільшення прибутку, так як кількість абонентів стрімко зросла. Оборот від послуг з передачі даних також зріс, проте доходи від голосового зв'язку продовжують падати. Нормалізований індикатор прибутку до вирахування податків, відсотків, зносу і амортизації (EBITDA) Lattelecom в 2011 році склав LVL 47.5 млн. (LVL 45.6 млн в 2010 році), норма прибутку EBITDA склала 35 %. Прибуток Lattelecom в 2011 році склав LVL 20.8 млн, що на 8 % більше в порівнянні з прибутком 2010 року (LVL 19.3 млн.).

## Бренд Lattelecom
18 травня 2006 року компанія Lattelecom провела ребрендинг, змінивши існуючу назву на нову. До того компанія вже провела реорганізацію після придбання ТОВ Lattelecom Technology. Зміна назви завершила процес перетворення — новий бренд зв'язав всі компанії групи, які були безпосередньо залучені до надання послуг клієнтської служби, аутсорсингу бізнес-процесів клієнтів та надання IT&T і контентних послуг.
Логотип 
Зміна бренду компанії означало не тільки зміну назви та структури компанії, але і новий зовнішній вигляд. Попередній логотип був створений після настання третього Національного Пробудження Латвії і символізував зелені ліси і червоно-біло-червоний прапор країни з зображенням телефонного диска всередині. До 2006 року Lattelecom перестав бути тільки телекомунікаційною компанією, стара назва і логотип не могли більше відображати справжній образ і бачення компанії. Новий логотип Lattelecom складається з назви зі значком — подвоєне T цегляно-червоного, корпоративного кольору компанії. Зображення двох Т у назві символізує роль комунікації в житті людини — потреба залишатися на зв'язку, бути в курсі подій, ділитися інформацією і користуватися перевагами швидкої і зручної комунікації. Логотип характеризує Lattelecom як компанію, відкриту для нових людей та нових ідей і в той же час впроваджує використання технологій скрізь, де вони можуть покращити і полегшити життя людей.

## Працівники
У групі Tet на кінець 2021 року працювало 1,700 співробітників. 
У 2011 році при проведенні різних досліджень Lattelecom (зараз Тет) була визнана однією з найкращих компаній, що обслуговують клієнтів у Латвії, а опитування, проведене рекрутинговою компанією WorkingDay Latvija, вивів Lattelecom на 3-є місце серед найбільш привабливих роботодавців.

## Дивись також
- Телефонний зв'язок в Латвії